# Pocillopora bairdi
Espèce
Statut CITES
Pocillopora bairdi est une espèce de coraux appartenant à la famille des Pocilloporidae.

## Publication originale
- Schmidt-Roach in Schmidt-Roach, Miller, Lundgren & Andreakis, 2014 : With eyes wide open: a revision of species within and closely related to the Pocillopora damicornis species complex (Scleractinia; Pocilloporidae) using morphology and genetics. Zoological Journal of the Linnean Society, vol. 170, pp. 1-33 (introduction) (en).